# Liste der Biografien/Cut
Liste der Biografien |
Portal Biografien |
Personensuche
# |
A |
B |
C |
D |
E |
F |
G |
H |
I |
J |
K |
L |
M |
N |
O |
P |
Q |
R |
S |
T |
U |
V |
W |
X |
Y |
Z |
?
 
Ca |
Cb |
Cc |
Ce |
Ch |
Ci |
Cj |
Ck |
Cl |
Cm |
Cn |
Co |
Cr |
Cs |
Ct |
Cu |
Cv |
Cw |
Cy |
Cz
 
Cua |
Cub |
Cuc |
Cud |
Cue |
Cuf |
Cug |
Cuh |
Cui |
Cuj |
Cuk |
Cul |
Cum |
Cun |
Cuo |
Cup |
Cuq |
Cur |
Cus |
Cut |
Cuv |
Cuw |
Cux |
Cuy |
Cuz
Die Liste der Biografien führt alle Personen auf, die in der deutschsprachigen Wikipedia einen Artikel haben. Dieses ist eine Teilliste mit 109 Einträgen von Personen, deren Namen mit den Buchstaben „Cut“ beginnt.

## Cut
- Cut Lip, Krieger der Moche
- Cut-X, deutscher DJ, Mitbegründer der Gabba Nation

### Cuta
- Cutajar, Josianne (* 1989), maltesische Politikerin, MdEP
- Cutajar, Michael (* 1971), maltesischer Fußballspieler
- Cutaș, George Sabin (* 1968), rumänischer Politiker, MdEP

### Cutb
- Cutbush, James (1788–1823), US-amerikanischer Arzt und Chemiker

### Cutc
- Cutcheon, Byron M. (1836–1908), US-amerikanischer Politiker
- Cutcliffe Hyne, C. J. (1866–1944), englischer Schriftsteller
- Cutcoveţchi, Denis (* 2007), moldauischer Leichtathlet

### Cute
- Cutell, Lou (1930–2021), US-amerikanischer Schauspieler
- Cuter, Franco (1940–2019), italienischer Ordensgeistlicher, römisch-katholischer Bischof von Grajaú

### Cutf
- Cutforth, René (1909–1984), britischer Moderator der BBC

### Cuth
- Cuthand, TJ (* 1978), kanadischer Filmemacher, Performancekünstler und Autor
- Cuthbert von Lindisfarne († 687), northumbrischer Mönch und Bischof von LindisfarneCuthbert von Lindisfarne († 687)

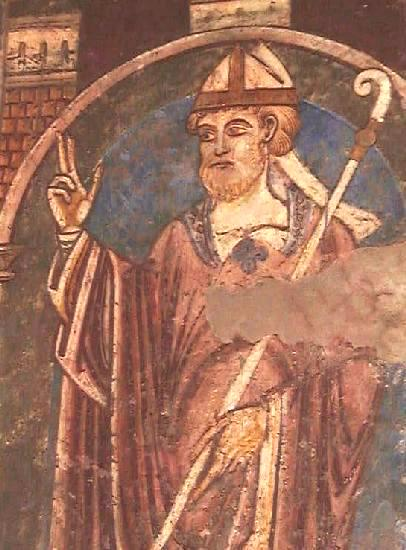
Cuthbert von Lindisfarne († 687)

- Cuthbert, Alfred (1785–1856), US-amerikanischer Politiker
- Cuthbert, Betty (1938–2017), australische Leichtathletin
- Cuthbert, Elisha (* 1982), kanadische SchauspielerinElisha Cuthbert (* 1982)

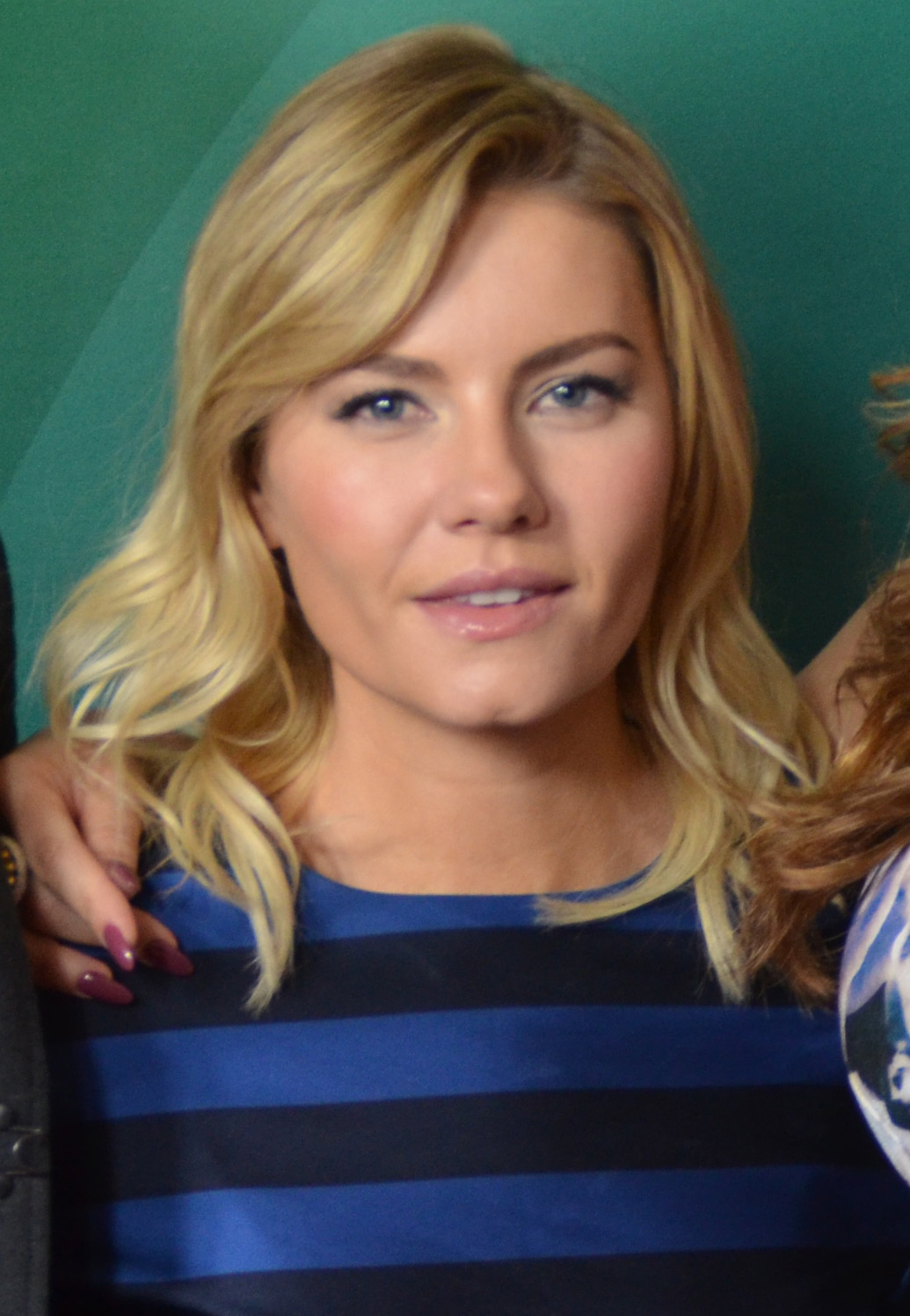
Elisha Cuthbert (* 1982)

- Cuthbert, Erin (* 1998), schottische Fußballspielerin
- Cuthbert, Hazel (1886–1952), britische Kinderärztin
- Cuthbert, John Alfred (1788–1881), US-amerikanischer Politiker
- Cuthbert, Juliet (* 1964), jamaikanische Leichtathletin
- Cuthbert, Ross (1892–1971), britischer Eishockeyspieler
- Cuthberth von Canterbury, Bischof von Hereford, Erzbischof von Canterbury
- Cuthbertson, Allan (1920–1988), australischer Schauspieler
- Cuthbertson, Beryl, australische Badmintonspielerin
- Cuthburga, englische Heilige
- Cuthman von Steyning, angelsächsischer Eremit, Kirchenerbauer und Heiliger
- Cuthred († 756), König von Wessex
- Cuthred († 807), König in Kent
- Cuthred Cwichelming († 661), Unterkönig in Wessex
- Cuthwulf, Bischof von Hereford
- Cuthwulf, Bischof von Rochester

### Cuti
- Cuti (* 1951), brasilianischer Schriftsteller
- Cutileiro, João (1937–2021), portugiesischer Bildhauer
- Cutileiro, José (1934–2020), portugiesischer Diplomat, Politiker, Gelehrter und Autor
- Cutina, Laura (* 1968), rumänische Kunstturnerin

### Cutk
- Cutkelvin, Kurt (* 1964), belizischer Radrennfahrer
- Cutkosky, Ethan (* 1999), US-amerikanischer Schauspieler

### Cutl
- Cutler, Anne (1945–2022), australische Psycholinguistin
- Cutler, Augustus W. (1827–1897), US-amerikanischer Politiker
- Cutler, Carroll (1829–1894), vierter Präsident des Western Reserve College
- Cutler, Charles (1918–2006), australischer Politiker
- Cutler, Charles R., US-amerikanischer Politiker
- Cutler, Chelsea (* 1997), US-amerikanische EDM-Musikerin, Sängerin und Produzentin
- Cutler, Chris (* 1947), britischer Musiker und Dichter
- Cutler, David (* 1965), US-amerikanischer Wirtschaftswissenschaftler
- Cutler, David N. (* 1942), US-amerikanischer Softwaretechniker
- Cutler, Elliott (1888–1947), US-amerikanischer Chirurg
- Cutler, Ivor (1923–2006), britischer Dichter, Songwriter und Komiker
- Cutler, Jay (* 1973), US-amerikanischer BodybuilderJay Cutler (* 1973)

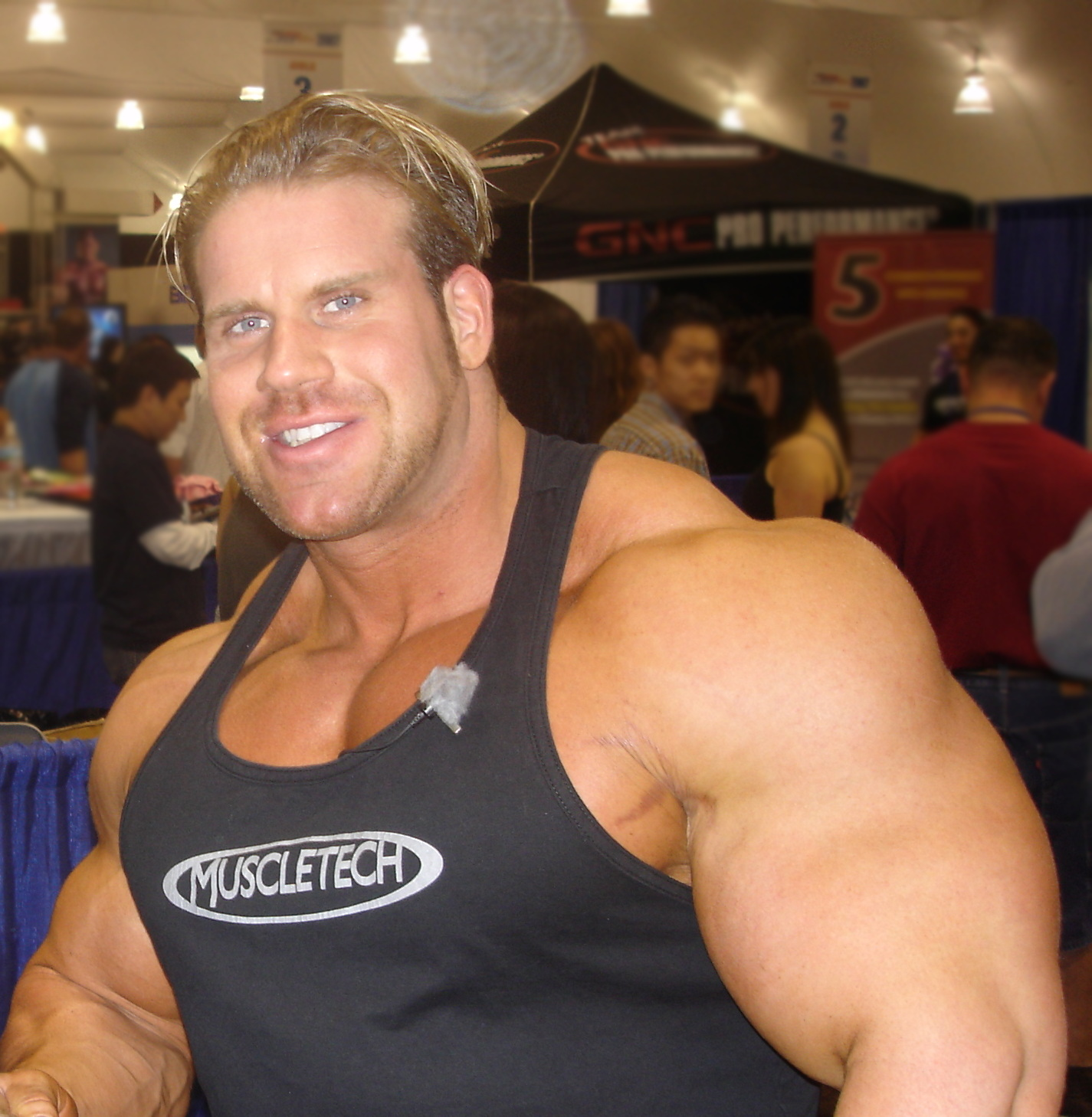
Jay Cutler (* 1973)

- Cutler, Jay (* 1983), US-amerikanischer American-Football-Spieler
- Cutler, John († 1693), englischer Händler und Finanzmann, Stifter der Cutler-Vorlesung
- Cutler, John (* 1962), neuseeländischer Segler
- Cutler, John Charles (1915–2003), US-amerikanischer Mediziner
- Cutler, John Christopher (1846–1928), US-amerikanischer Politiker
- Cutler, Jon (* 1969), US-amerikanischer House-DJ
- Cutler, Kate (1864–1955), britische Sängerin und Schauspielerin
- Cutler, Kevin (* 1968), US-amerikanischer Basketballschiedsrichter
- Cutler, Lloyd (1917–2005), US-amerikanischer Anwalt
- Cutler, Manasseh (1742–1823), US-amerikanischer Politiker
- Cutler, Nathan (1775–1861), Gouverneur von Maine
- Cutler, Robert (1895–1974), US-amerikanischer Politiker, Jurist, Schriftsteller und Manager
- Cutler, Sam (1943–2023), britischer Musikmanager
- Cutler, Steve (* 1987), amerikanischer Wrestler
- Cutler, Stuart (1896–1986), US-amerikanischer Offizier, Brigadegeneral der US-Army
- Cutler, William P. (1812–1889), US-amerikanischer Politiker
- Cutler-Kreutz, David, US-amerikanischer Filmproduzent, Filmregisseur und Drehbuchautor
- Cutler-Kreutz, Sam, US-amerikanischer Filmregisseur, Kameramann und Fotograf

### Cutm
- Cutmore-Scott, Jack (* 1987), britischer Schauspieler

### Cuto
- Cutolo, Alessandro (1899–1995), italienischer Historiker, Fernsehmoderator und Autor
- Cutolo, Raffaele (1941–2021), italienischer Mafiaboss der neapolitanischen Camorra
- Cuțov, Calistrat (* 1948), rumänischer Boxer
- Cuțov, Simion (1952–1993), rumänischer Boxer

### Cutr
- Cutrone, Patrick (* 1998), italienischer FußballspielerPatrick Cutrone (* 1998)

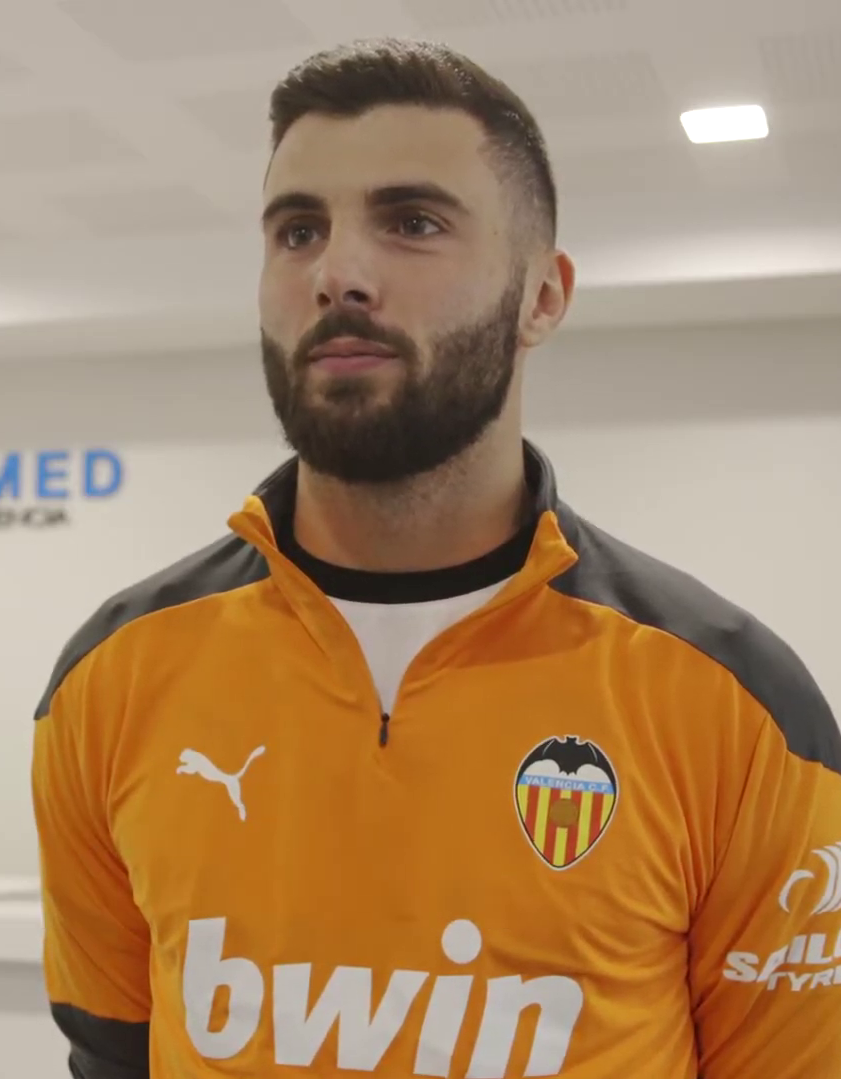
Patrick Cutrone (* 1998)

### Cuts
- Cutsen, Rachel van (* 1984), niederländische Badmintonspielerin
- Cutshall, Cutty (1911–1968), US-amerikanischer Jazz-Trompeter
- Cutshall, Lindsi (* 1990), US-amerikanische Fußballspielerin

### Cutt
- Cutt, Cliff, australischer Badmintonspieler
- Čutta, Jakub (* 1981), tschechischer Eishockeyspieler
- Cuttell, Rick (* 1950), kanadischer Hoch- und Weitspringer
- Cutter, Charles (1837–1903), US-amerikanischer Bibliothekar
- Cutter, Kiki (* 1949), US-amerikanische Skirennläuferin
- Cutting, Andy (* 1969), englischer Folk-Musiker und Komponist
- Cutting, Bronson M. (1888–1935), US-amerikanischer Politiker
- Cutting, Francis B. (1804–1870), US-amerikanischer Jurist und Politiker
- Cutting, Jack (1908–1988), US-amerikanischer Trickfilm-Regisseur
- Cutting, John T. (1844–1911), US-amerikanischer Politiker
- Cutting, Skip (* 1946), US-amerikanischer Radrennfahrer
- Cuttino Dozier, Henrietta (1872–1947), US-amerikanische Architektin
- Cuttino, Walter (1957–2021), US-amerikanischer Opernsänger (Tenor)
- Cuttitta, Carmelo (* 1962), italienischer Geistlicher und römisch-katholischer Bischof von Ragusa
- Cuttoli, Marie (1879–1973), französische Unternehmerin und Schirmherrin der modernistischen Tapisserie
- Cutts, Charles (1769–1846), US-amerikanischer Politiker
- Cutts, Graham (1884–1958), britischer Filmregisseur und -produzent
- Cutts, John, 1. Baron Cutts (1661–1707), englischer Generalleutnant und Politiker
- Cutts, Luke (* 1988), britischer Stabhochspringer
- Cutts, Marsena E. (1833–1883), US-amerikanischer Politiker
- Cutts, Matt, US-amerikanischer Softwareentwickler
- Cutts, Richard (1771–1845), US-amerikanischer Politiker
- Cutts, Steve, britischer Animator und Illustrator

### Cutu
- Cutugno, Toto (1943–2023), italienischer Sänger, Songwriter und FernsehmoderatorToto Cutugno (1943–2023)

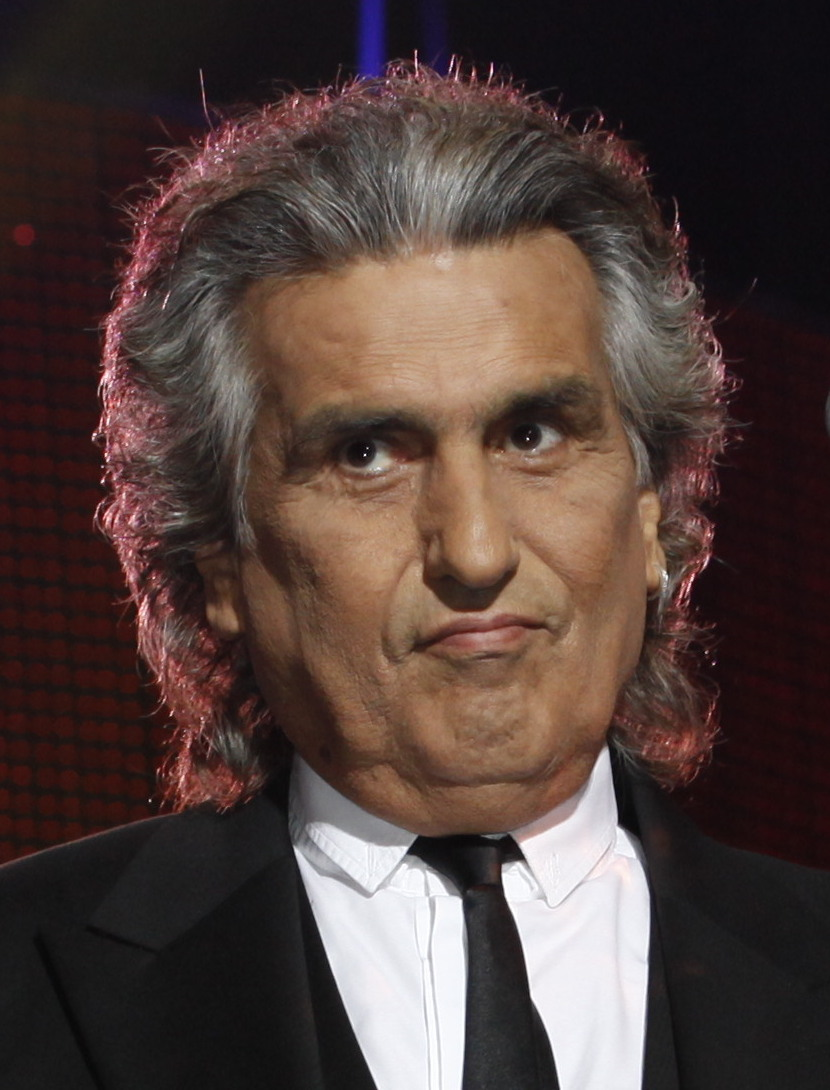
Toto Cutugno (1943–2023)

- Ćutuk, Bernarda (* 1990), kroatische Volleyballspielerin
- Ćutuk, Igor (* 1976), kroatischer Journalist und Experte für Öffentlichkeitsarbeit
- Cutuli, Maria Grazia (1962–2001), italienische Journalistin
- Čutura, Dalibor (* 1975), serbischer Handballspieler und -trainer
- Čutura, Hana (* 1988), kroatische Volleyballspielerin
- Čuturic, Jasmin (* 1974), slowenischer Volleyballspieler
- Čuturilo, Nikola (* 1962), serbischer Rockmusiker

### Cutz
- Cutz, Kaddi (* 1982), deutsche Autorin, Moderation, Slam-Poetin & Restaurantkritikerin